# Rákóczi-kastély (Felsővadász)
A Rákóczi-kastély Felsővadász területén látható műemléki épület. A kétszintes (eredetileg egy emeletes) épület összetett alaprajzú, sávosan vakolt, romantikus stílusú.

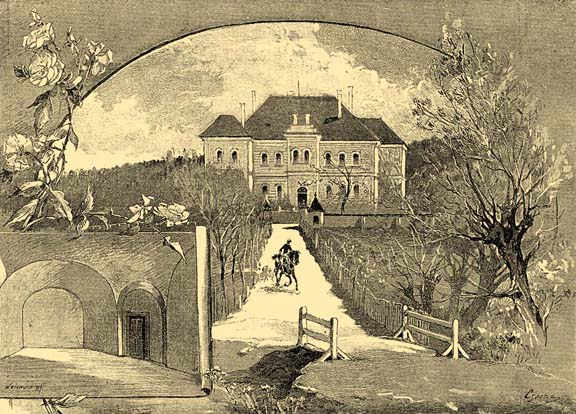
A Rákóczi-kastély régi ábrázolása

Az erődített várkastélyt a 16. században a Rákócziak építették, de 1567-ben Hasszán temesvári pasa megostromolta és felgyújtotta. Királyi adomány útján 1713-ban báró Meskó Jakab tulajdona lett a II. Rákóczi Ferenctől elkobzott kastély. A Meskó családtól az 1800-as évek elején gróf Vay Ádám vásárolta meg, s utódai birtokában volt 1945-ig. Mindkét család bővítette és alakítgatta a kastélyt, az 1860-as átépítés során nyerte el ma jellemző romantikus stílusát, és akkor építették rá a második szintet is. Az épületben nyitották meg a környék első postahivatalát 1871-ben.
A Meskó családtól az 1800-as évek elején gróf Vay Ádám (II. Rákóczi Ferenc fő bizalmasának leszármazottja)  vásárolta meg, s a Vay család birtokában volt 1945-ig. Mindkét család bővítette és alakítgatta a kastélyt, az 1860-as átépítés során nyerte el romantikus stílusát. A kastély a második világháború utáni évektől általános iskola lett.
A kastély körüli park a korabeli divatnak megfelelően bővelkedett növényritkaságokban, ám a II. világháború után ezeket a fákat kivágták. Egyedül egy páfrányfenyő (Ginkgo biloba) maradt csak meg.  A kastély bútorainak és a Vay család könyvgyűjteményének is csak a töredéke maradt fenn.
A kastély 1954 óta általános iskola, majd 1956 óta körzeti általános iskolaként működik.